# Atylostagma polita
Atylostagma polita là một loài bọ cánh cứng trong họ Cerambycidae.